# Mariana Bitang
Maria Bitang (mai cunoscută cu numele de Mariana Bitang; n. 3 august 1962, Râmnicu Sărat, regiunea Ploiești, România) este o renumită antrenoare federală de gimnastică a României, a ocupat postul de Consilier de stat pentru promovarea sportului.

## Carieră profesională
Maria Bitang s-a născut la data de 3 august 1962 în orașul Râmnicu Sărat, fiica lui Gheorhge și a Ilenei Stănescu A studiat la Academia de Educație Fizică și Sport (1981-1985). După absolvirea facultății, a lucrat ca profesor-antrenor de gimnastică la Clubul Sportiv Deva (1985-1992).
Între anii 1992-2005, a activat ca antrenoare federală al Lotului Olimpic feminin de gimnastică al României. În această calitate, a participat (împreună cu antrenorul-coordonator Octavian Belu) la pregătirea tinerelor gimnaste olimpice ale României, cu care a participat la 3 ediții ale Jocurilor Olimpice, 10 ediții ale Campionatelor Mondiale, 7 ediții ale Campionatelor Europene, 4 ediții de Cupă Mondială și 7 ediții ale Campionatelor Europene de Juniori.
În perioada cât a lucrat ca antrenor al Lotului Olimpic feminin de gimnastică a obținut 152 de medalii (62 de aur, 49 de argint și 41 de bronz). Distribuția medaliilor obținute de sportivele antrenate de Mariana Bitang este următoarea:
- 19 medalii olimpice (7 de aur, 5 de argint, 7 de bronz)
- 44 medalii mondiale (18 de aur, 15 de argint, 11 de bronz)
- 36 medalii europene (seniori) (16 de aur, 10 de argint, 10 de bronz)
- 44 medalii europene (juniori) (16 de aur, 15 de argint, 10 de bronz)
- 16 medalii la Cupa Mondială (6 de aur, 6 de argint, 4 de bronz).

În august 2005, cei doi antrenori (Octavian Belu și Mariana Bitang) au cerut rezilierea contractului cu Federația Română de Gimnastică, după ce conducerea acestui for a decis să desființeze lotul olimpic de gimnastică feminină al României.
La data de 18 ianuarie 2006, Mariana Bitang a fost numită (împreună cu Octavian Belu) în funcția de consilier de stat pentru promovarea sportului la Departamentul pentru Relația cu Autoritățile Publice și Societatea Civilă al Administrației Prezidențiale a României. 
În 2007, Mariana Bitang și-a prezentat demisia din funcție în semn de solidaritate cu suspendarea președintelui Băsescu de către Parlament și a declarat că pentru viitor are mai multe opțiuni, tot în domeniul sportului, dar nu în organisme care să aibă treabă cu imixtiunea politică. În anul 2014, împreună cu Octavian Belu, inițiază proiectul național „Țară, țară, vrem campioane”
În 2008 era considerată de World Records Acedemy cel mai de succes antrenor feminin din lume.

## Distincții obținute
Ca o recunoaștere a meritelor sale în pregătirea gimnastelor olimpice ale României, Marianei Bitang i s-au decernat o serie de distincții, dintre care menționăm următoarele: 
- 1994 - Titlul de Antrenor emerit
- 2000 – Diploma de onoare și titlul de Entraineur Honoraire oferit de Federația Internațională de Gimnastică
- 2000 - Ordinul Național "Serviciul Credincios" în grad de Ofiter
- 2004 - Ordinul "Meritul Sportiv", clasa a III-a cu două barete
- 2004 - Ordinul Național "Steaua României" în grad de Comandor
- 2005 - Colanul de aur al Comitetului Olimpic Român
- 2008, 22 iulie - Ordinul „Meritul Sportiv”, clasa I [6]
- 2010,19 mai - Membru de onoare a Academiei Olimpice Române, filiala Buzău